# Ribeira do Lacém
O Ribeiro do Lacém ou Alacém é um curto curso de água que é usado como limite administrativo entre as freguesias de Conceição de Tavira e Cacela. Conhecido antigamente como ribeiro de Afonso Martins, em 1613 foi requerida a delimitação precisa entre os termos (concelhos) de Tavira e Cacela. Cacela ainda era na altura sede de concelho. Nasce no Barrocal e atravessa a Estrada Nacional 125 junto do sítio da Caiana. Divide o campo de Golfe da Quinta de Cima ao meio, e acompanha uma acidentada estrada de terra batida que serve de acesso à Praia do Lacém.
Aparece historicamente numa carta militar com o nome de Ribeiro de Afonso Martins elaborado pelo engenheiro militar José Sande de Vasconcelos elaborada por volta de 1774, aquando da edificação de Vila Real de Santo António e extinção do concelho de Cacela, que foi incorporado como freguesia dentro do novo concelho de Vila Real entretanto criado. Nessa carta também aparece o nome do proprietário que irá dar o novo nome ao ribeiro: José Roiz Alacém . Era o dono da quinta do lado de Cacela junto da foz do dito ribeiro.